# Liste der portugiesischen Botschafter in Äquatorialguinea
Die Liste der portugiesischen Botschafter in Äquatorialguinea listet die Botschafter der Republik Portugal in Äquatorialguinea auf. Die beiden Staaten unterhalten seit dem 9. März 1977 direkte diplomatische Beziehungen. Seit 2014 gehört Äquatorialguinea zudem der Gemeinschaft der Portugiesischsprachigen Länder an, die Portugal 1996 mitbegründete.
Eine eigene Botschaft hat Portugal dort noch nicht eröffnet, auch wenn seit 2016 die Einrichtung einer portugiesischen Botschaft in der äquatorialguineischen Hauptstadt Malabo angekündigt und seit 2017 ein Geschäftsträger mit der vorbereitenden Betreuung beauftragt ist (Stand Anfang 2019). Es ist weiterhin der Vertreter Portugals in São Tomé und Príncipe für Äquatorialguinea zuständig und wird dort bei Bedarf bzw. bei Gelegenheit doppelakkreditiert. Erstmals akkreditierte sich ein portugiesischer Vertreter vor Ort im Jahr 1997.
Seit 2013 besteht im ‘‘Bairro de Caracolas’’-Viertel in Malabo ein portugiesisches Honorarkonsulat.

## Missionschefs
| Name                                                 | Bild             | Amtszeit                            | Anmerkungen |
| Äquatorialguinea                                     | Äquatorialguinea | Äquatorialguinea                    | Äquatorialguinea |
| ---------------------------------------------------- | ---------------- | ----------------------------------- | --- |
| Amândio Mourão de Mendonça Corte-Real da Silva Pinto |                  | 9. März 1977 –20. Mai 1977          | erster Botschafter Portugals in São Tomé und Príncipe; bereits seit dem 12. Juli 1975 Leiter der Botschaft                                   |
| Silvino Moreira Ribeiro                              |                  | 20. Mai 1977 –13. Januar 1979       | Übergangs-Geschäftsträger |
| Francisco José Laço Treichler Knopfli                |                  | 17. Januar 1979– 10. September 1981 | bereits seit dem 13. Januar 1979 Leiter der Botschaft                                                                                        |
| Paulo Tiago Fernandes Jerónimo da Silva              |                  | 10. September 1981 –20. Januar 1982 | Übergangs-Geschäftsträger |
| Francisco Pessanha de Quevedo Crespo                 |                  | 13. Februar 1982 –8. Januar 1986    | bereits seit dem 20. Januar 1982 Leiter der Botschaft                                                                                        |
| Fernando António Alberty Tavares de Carvalho         |                  | 8. Januar 1986 –4. Februar 1986     | Übergangs-Geschäftsträger |
| Sebastião Maria de Almeida Santos de Castello-Branco |                  | 25. Februar 1986 –7. Juni 1988      | bereits seit dem 4. Februar 1986 Leiter der Botschaft                                                                                        |
| Eugénio Maria Nunes Anacoreta Correia                |                  | 4. Juli 1988 –15. Februar 1994      | bereits seit dem 30. Mai 1988 Leiter der Botschaft                                                                                           |
| António Manuel Canastreiro Franco                    |                  | 11. Juli 1994–?                     | Botschaft blieb nach dem Putschversuch 1995 São Tomé unbesetzt                                                                               |
| Mário Alberto Lino da Silva                          |                  | 27. Juni 1996 –4. Februar 2000      | bereits seit dem 25. Juni 1996 Leiter der Botschaft, akkreditierte sich am 18. Februar 1997 als erster portugiesischer Botschafter in Malabo |
| Mário Jesus dos Santos                               |                  | 7. Juni 2000 –8. November 2004      | bereits seit 30. Mai 2000 Leiter der Botschaft                                                                                               |
| Américo Rodrigues Madeira Bárbara                    |                  | 20. November 2004 –2. April 2007    | |
| Fernando José Rodrigues Ramos Machado                |                  | 14. April 2007 –19. April 2012      | |
| Maria Paula Vieira Ferreira Leal da Silva            |                  | 9. Mai 2012 –13. September 2016     | |
| Luís Antunes Fernandes Gaspar da Silva               |                  | seit 25. Oktober 2016               | bereits seit 9. Oktober 2016 Leiter der Botschaft                                                                                            |
| Manuel António Garcia Borges Grainha do Vale         |                  | seit 5. Oktober 2017                | Geschäftsträger der zu eröffnenden Botschaft in Malabo                                                                                       |